# Heterospilus
Heterospilus är ett släkte av steklar som beskrevs av Alexander Henry Haliday 1836. Heterospilus ingår i familjen bracksteklar.

## Dottertaxa tillHeterospilus, i alfabetisk ordning[1][2]
- Heterospilus aciculatus
- Heterospilus alboapicalis
- Heterospilus annulatus
- Heterospilus annulicornis
- Heterospilus anobiidivorus
- Heterospilus anthaxiae
- Heterospilus appalachicola
- Heterospilus arleiophagus
- Heterospilus ater
- Heterospilus atratus
- Heterospilus atriceps
- Heterospilus baeticatus
- Heterospilus boliviensis
- Heterospilus brachyptera
- Heterospilus brasilophagus
- Heterospilus breviatus
- Heterospilus brevicornalus
- Heterospilus bruchi
- Heterospilus caesus
- Heterospilus cancellatus
- Heterospilus caophongensis
- Heterospilus ceballosi
- Heterospilus cephi
- Heterospilus chinensis
- Heterospilus chittendenii
- Heterospilus concolor
- Heterospilus consimilis
- Heterospilus corsicus
- Heterospilus discolor
- Heterospilus divisus
- Heterospilus dubitatus
- Heterospilus etiellae
- Heterospilus eurostae
- Heterospilus extasus
- Heterospilus fasciatus
- Heterospilus fasciiventris
- Heterospilus faustinus
- Heterospilus ferruginus
- Heterospilus fischeri
- Heterospilus flaviceps
- Heterospilus flavicollis
- Heterospilus flavipes
- Heterospilus floridanus
- Heterospilus frommeri
- Heterospilus fuscexilis
- Heterospilus fuscinervis
- Heterospilus genalis
- Heterospilus gossypii
- Heterospilus gracilis
- Heterospilus hambletoni
- Heterospilus hemipterus
- Heterospilus hemitestaceus
- Heterospilus humeralis
- Heterospilus hylotrupidis
- Heterospilus indigenus
- Heterospilus joni
- Heterospilus koebelei
- Heterospilus languriae
- Heterospilus leptosoma
- Heterospilus leptostyli
- Heterospilus liopodis
- Heterospilus longicaudus
- Heterospilus luculentus
- Heterospilus luridostigmus
- Heterospilus marchi
- Heterospilus matthewsi
- Heterospilus megalopus
- Heterospilus melanocephalus
- Heterospilus melleus
- Heterospilus meridionalis
- Heterospilus micronesianus
- Heterospilus microstigmi
- Heterospilus minimus
- Heterospilus mordellistenae
- Heterospilus niger
- Heterospilus nigrescens
- Heterospilus nishijimus
- Heterospilus oculatus
- Heterospilus orientalis
- Heterospilus pacificola
- Heterospilus pallidipes
- Heterospilus paradoxus
- Heterospilus pectinatus
- Heterospilus pinicola
- Heterospilus pityophthori
- Heterospilus prodoxi
- Heterospilus pronotalis
- Heterospilus prosopidis
- Heterospilus quaestor
- Heterospilus richardsi
- Heterospilus rubicola
- Heterospilus rubrocinctus
- Heterospilus rufithorax
- Heterospilus scolyticida
- Heterospilus selandriae
- Heterospilus separatus
- Heterospilus shoshonea
- Heterospilus sicanus
- Heterospilus striatiscutum
- Heterospilus striatus
- Heterospilus tadzhicus
- Heterospilus tauricus
- Heterospilus terminalis
- Heterospilus testaceus
- Heterospilus tirnax
- Heterospilus tulyensis
- Heterospilus variegatus
- Heterospilus watanabei
- Heterospilus vilasi
- Heterospilus wuyiensis
- Heterospilus zaykovi
- Heterospilus zeteki